# Convent de Santa Bàrbara de la Corunya
El convent de Santa Bàrbara és un convent de monges clarisses situat a la Praza das Bárbaras de la ciutat vella de La Corunya.

## Història
El convent es va construir sobre una capella del segle xv dedicada a Santa Bàrbara que es trobava pròxima a la muralla. Apareix citat per primera vegada en un document de 1444 i la seua fundació va ser aprobada pel papa Alexandre VI. Des del segle xvi el convent es va consolidar i va rebre un gran nombre de donacions. A més a més va acollir les monges que va arribar a 1682 per fundar l'ordre de les Meravelles, i que es van assentar en el que llavors era el convent de les caputxines. L'edifici va ser modificat i ampliat en diverses ocasions.

## Descripció

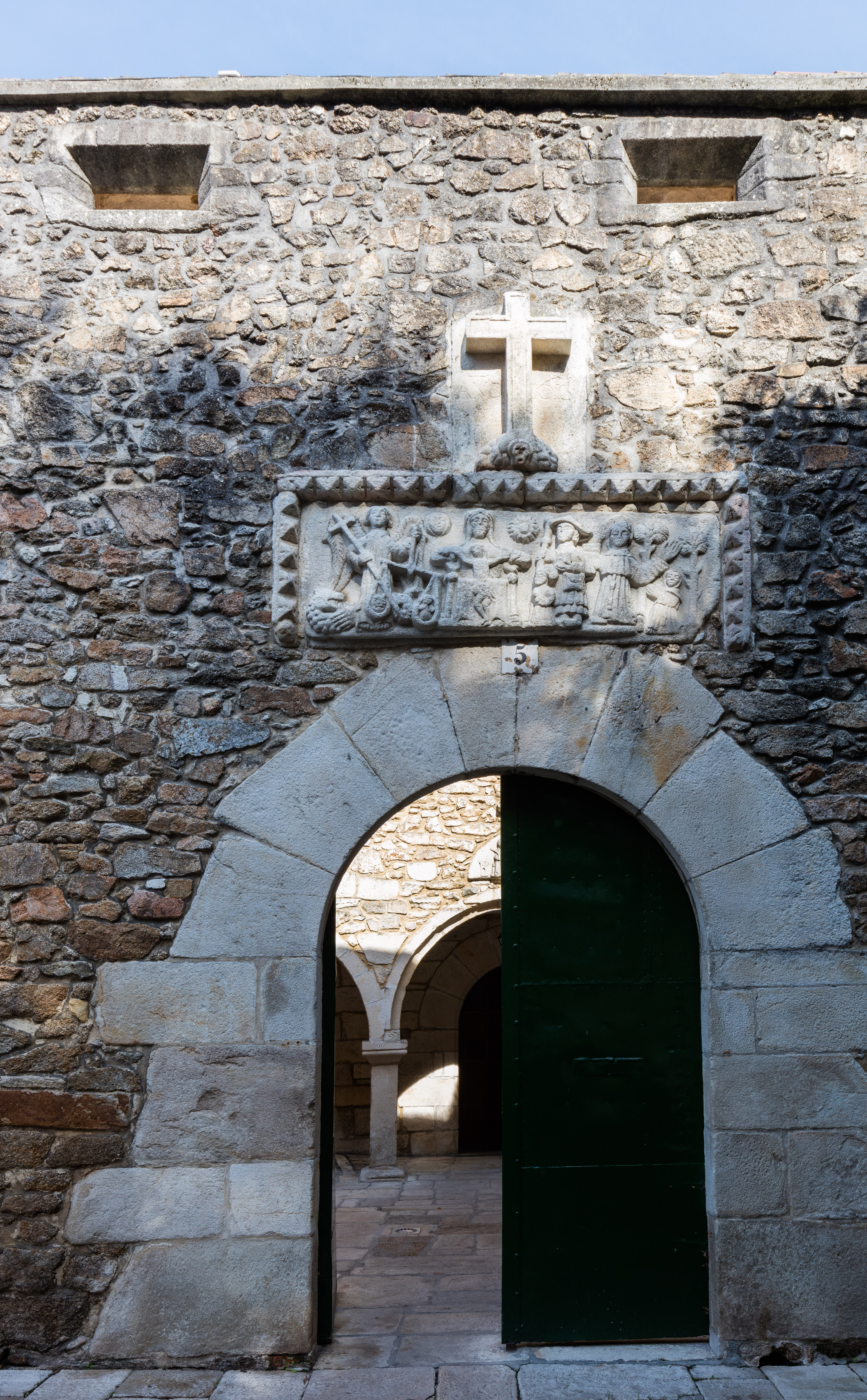
Façana

De l'edifici medieval tan sols es conserva el relleu que presideix la porta i que va ser col·locat en 1613 i que podria pertànyer a un baldaquí o a un sarcòfag gòtic del segle xiv. Representa el pelegrinatge com una de les vies penitencials per a la salvació. Mostra el Judici Final i està presidit per la Trinitat; el Pare Etern sosté el Crist crucificat, acompanyats per la lluna i el sol. A l'esquerra, l'arcàngel Sant Miquel pesa les ànimes dels pelegrins i els monjos que venen de la dreta, entre els arbres. A la dreta apareix Sant Miquel i un drac. A l'interior, un altre relleu (pot ser de la capella primitiva) mostra Santa Caterina i Santa Bàrbara. Hi ha a més a més un arc apuntat.
L'edifici té un pati d'accés a l'església i una torre mirador. El llenç mural que tanca la plaça a la qual donen els dormitoris de les monges va ser dissenyat per Fernando de Casas Novoa en la primera meitat del segle xviii. La lentitud de la seua construcció explica la data de 1786 que apareix a la façana.